# Tino Pietrogiovanna
Tino Pietrogiovanna (ur. 19 grudnia 1950) – włoski narciarz alpejski. Nie startował na igrzyskach olimpijskich ani mistrzostwach świata. Najlepsze wyniki w Pucharze Świata osiągnął w sezonie 1974/1975, kiedy zajął 24. miejsce w klasyfikacji generalnej.
Po zakończeniu czynnej kariery został trenerem. Prowadził między innymi Alberto Tombę i Deborę Compagnoni.

## Osiągnięcia

### Puchar Świata

#### Miejsca w klasyfikacji generalnej
- 1972/1973 – 25.
- 1973/1974 – 37.
- 1974/1975 – 24.

#### Miejsca na podium
1. Heavenly Valley – 23 marca 1973 (slalom) – 3. miejsce
2. Madonna di Campiglio – 18 grudnia 1974 (gigant) – 3. miejsce